# 佐々木遥希
佐々木 遥希（ささき はるき、2000年1月27日 - ）は、秋田県にかほ市出身のサッカー選手、サッカー指導者。

## 来歴
秋田県立本荘高等学校を経て秋田大学に入学。2019年より、秋田大学サッカー部で学生監督を務め、2020年よりツエーゲン金沢のアナリストを務める。
2022年よりブラウブリッツ秋田の分析担当に就任。

## 学歴
- 2015年 - 2017年 本荘高等学校
- 2018年 - 2021年 秋田大学

## 指導歴
- 2019年 - 2021年 秋田大学サッカー部 学生監督
- 2020年 - 2021年 ツエーゲン金沢 アナリスト (インターン)
- 2021年 - ブラウブリッツ秋田
  - 2021年 - 2022年 トップチーム 分析担当 (インターン)
  - 2022年 - トップチーム 分析担当